# Halston
Roy Halston Frowick znany lepiej jako Halston (ur. 23 kwietnia 1932 w Des Moines, zm. 26 marca 1990 w San Francisco) – amerykański projektant mody, którego szczyt sławy przypadł na lata 70..

## Życiorys
Roy Halston Frowick urodził się 23 kwietnia 1932 w Des Moines. Od młodego wieku przejawiał zainteresowanie modą i tworzył kapelusze dla swojej matki oraz siostry. Po ukończeniu liceum w 1950 przez krótki okres uczył się na Uniwersytecie Indiany. W 1952 przeniósł się do Chicago, gdzie zajął się tworzeniem damskich kapeluszy. Z czasem zaczął odnosić sukcesy, a kapelusze jego autorstwa nosiły ówczesne gwiazdy jak Kim Novak czy Gloria Swanson. 

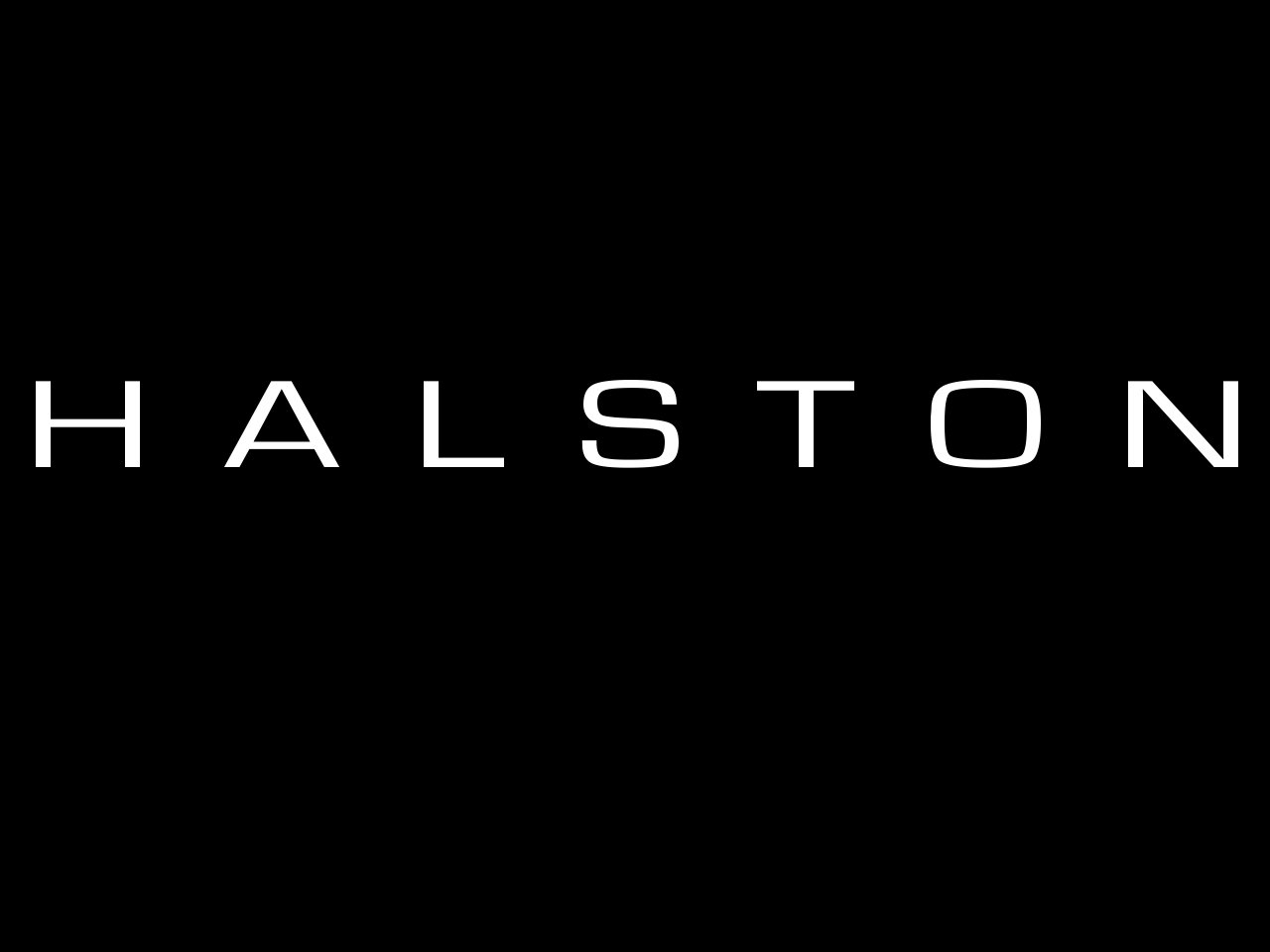
Logo Halstona

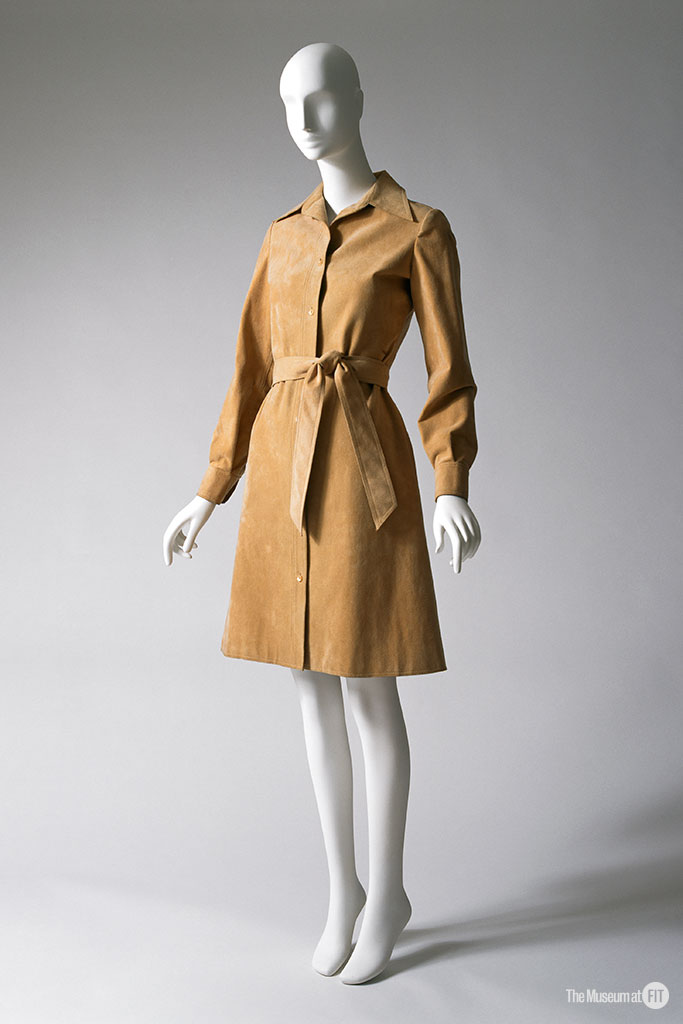
Sukienka projektu Halstona, 1972

W 1957 zaczął projektować swoje kapelusze pod nazwą Halston. W tym samym roku przeprowadził się do Nowego Jorku. W 1961 kapelusz jego autorstwa miała na sobie Jackie Kennedy w trakcie prezydenckiej inauguracji swojego męża Johna F. Kennedy'ego. Wtedy też Halston zyskał ogólnokrajowy rozgłos. Z czasem zarzucił kapelusze na rzecz projektowania damskich ubrań. Kolekcje powstające przez niego wyróżniał minimalizm — delikatne materiały i brak „zbędnych” ozdób. 
W 1968 otworzył swój pierwszy butik przy Madison Avenue, a w następnym roku wypuścił pierwszą linię ubrań Halston Limited. Z roku na rok ubrania Halstona cieszyły się coraz większą popularnością. W gronie jego klientów były m.in. Elizabeth Taylor oraz Liza Minelli.  
W latach 70. stał się najbardziej znanym projektantem mody w Ameryce. Był odpowiedzialny za projekty mundurów dla pracowników linii lotniczych Braniff International Airways oraz strojów dla reprezentacji Stanów Zjednoczonych na Igrzyska Olimpijskie w 1976 r. w Montrealu.  
Dziennikarz modowy André Leon Talley w jednym z artykułów na temat projektanta użył sformułowania The Halstonettes wobec modelek współpracujących z marką tj. Pat Cleveland, Beverly Johnson, Anjelica Huston, Karen Bjornson, Alva Chinn. 
Był stałym bywalcem słynnego klubu Studio 54. 
W 1988 zdiagnozowano u niego wirusa HIV. Zmarł 26 marca 1990 w San Francisco.

## Odniesienia w kulturze
W 2021 Netflix zrealizował 5-odcinkowy miniserial Halston o życiu projektanta mody. W rolę głównego bohatera wcielił się Ewan McGregor. 